# The Pillow Book
 (juillet 2011).
Si vous disposez d'ouvrages ou d'articles de référence ou si vous connaissez des sites web de qualité traitant du thème abordé ici, merci de compléter l'article en donnant les références utiles à sa vérifiabilité et en les liant à la section « Notes et références ».
Pour plus de détails, voir Fiche technique et Distribution.
The Pillow Book est un film franco-britannique de Peter Greenaway sorti en 1996. Le titre du film se réfère à l'œuvre Notes de chevet, de Sei Shonagon.
Le film commence alors que Nagiko fête ses quatre ans. Pour célébrer sa naissance, son père, calligraphe célèbre, trace sur son visage un vœu d'anniversaire. Alors que cette journée tire à sa fin, la fillette entrevoit, par l'interstice des panneaux de papier, une relation intime entre son père et son éditeur. Bien des années plus tard, Nagiko entreprend à son tour d'écrire. Après un mariage raté, un incendie, elle se lance à la poursuite de l'amant-calligraphe idéal qui usera de son corps tout entier en lieu et place de papier. Après bien des échecs, elle rencontre finalement Jérôme, un traducteur d'origine anglaise. Il la convainc d'être le pinceau plutôt que le papier.

## Synopsis

### Les premiers pas de Nagiko
Le film est raconté par Nagiko, un mannequin japonais qui habite Hong Kong. Nagiko voudrait avoir un amant qui pourrait réunir son désir de plaisir charnel et sa passion pour la calligraphie. Les racines de cette obsession remontent à son enfance, lorsque son père, grand calligraphe, célébrait son anniversaire en l’inscrivant sur son visage. Il lui redisait alors un mythe japonais sur la création du monde. La tante de Nagiko, elle, lui lisait des « listes de belles choses » provenant des Notes de chevet de Sei Shōnagon. Elle lui avait dit que lorsqu’elle atteindrait l’âge de 28 ans, ce livre en aurait 1 000, et que Nagiko aurait alors le même âge que Sei Shōnagon quand elle l’avait écrit. Nagiko avait appris également à cette époque que son père était sous la coupe de son éditeur, Yaji-san, qui exigeait de lui des faveurs sexuelles pour publier son travail.
Devenue adulte, Nagiko épouse un des apprentis de cet éditeur, mariage arrangé par celui-ci. Le mari de Nagiko, expert en tir à l’arc, lui reproche son goût pour les livres et la lecture. Il refuse par ailleurs d’écrire sur son corps comme elle le lui demande. Lorsqu’il découvre et lit le journal intime de Nagiko, il entre en fureur et le met en pièces. Se sentant insultée et humiliée, Nagiko le quitte.
Pour échapper à son mari, la jeune femme va vivre à Hong Kong, où elle travaille dans une agence de mannequins, d’abord comme secrétaire puis comme modèle. Cette situation lui donne de nombreuses occasions d’expérimenter son désir d’être prise comme page d’écriture par ses amants. Mais après plusieurs aventures elle déchante : ceux qui sont de bons calligraphes sont de piètres amants, et vice versa.

### Rencontre de Jérôme et première vengeance
Un jour au Café Typo, l’un de ses lieux favoris, Nagiko rencontre un traducteur anglais, Jérôme. Il maîtrise plusieurs langues, de sorte que Nagiko lui demande d’écrire sur son corps dans différents idiomes. Mais elle n’apprécie pas son écriture et veut le chasser. Jérôme la surprend en lui proposant d’écrire elle-même sur sa peau à lui. Il déboutonne sa chemise et s’offre à elle : « Utilise mon corps comme les pages d’un livre, ton livre ! » Nagiko, qui n’a jamais envisagé ce retournement de la situation, s’en effarouche et Jérôme se moque d’elle.
À la fois effrayée et intriguée par la proposition de Jérôme, Nagiko rencontre plusieurs amants d’une nuit et s’exerce à calligraphier sur leur corps. Hoki, un photographe qui est son grand admirateur, la supplie de le prendre comme amant, mais elle constate que sa peau n’est pas appropriée : l’encre se brouille et coule ; elle le surnomme « le buvard ». Pour compenser, Hoki suggère à Nagiko d’écrire un livre qu’il pourra présenter à un éditeur pour qui il travaille. Nagiko est séduite par l’idée et écrit son premier texte. 
Après le refus de l’éditeur, qui lui fait dire que son travail « ne vaut pas le papier sur lequel il est écrit », Nagiko se rend à la maison d’édition où elle a le choc de découvrir que l’éditeur n’est autre que Yaji-san, l’ancien employeur de son père, et que Jérôme est l’amant de Yaji-san. Nagiko médite de se venger de lui par l’intermédiaire de Jérôme. Continuant à fréquenter celui-ci, elle s’aperçoit qu’il a grandement amélioré ses talents de calligraphe et appris quelques langues supplémentaires. Elle apprécie également ses talents amoureux et pense avoir trouvé le partenaire parfait, amant et calligraphe. Ils s’utilisent mutuellement comme support d’écriture.
Nagiko révèle à Jérôme la vérité et toute l’histoire de sa famille avec l’éditeur. Jérôme a une idée : Nagiko va écrire son livre sur le corps de Jérôme et celui-ci le soumettra sous cette forme à l’éditeur. La proposition plaît à Nagiko qui écrit son livre 1 : Livre de l’Agenda, en caractères noirs, rouges et or. Le plan fonctionne : Jérôme s’exhibe devant l’éditeur qui fait noter le texte par des copistes.

### Deuxième vengeance
Après avoir rapporté ce succès à Nagiko, Jérôme lui promet qu’il reviendra à elle dès que l’éditeur, qui s’est montré très excité par cette expérience, le laissera partir. Mais il laisse le temps passer et lorsque Nagiko, jalouse et inquiète, vient le chercher, elle le trouve en train de faire l’amour avec Yaji-san. Se sentant trahie et abandonnée, Nagiko résout de se venger.
Sur le corps de deux touristes suédois, elle écrit le livre 2 : Livre de l’Innocent et le livre 3 : Livre de l’Idiot. Un vieil homme que l’on voit courir nu dans la rue est le support du livre 4 : Livre de la Vieillesse, tandis que le livre 5 est transmis sur la peau d’un gros Américain hyperactif, attiré par Hoki.
Le stratagème réussit : Jérôme, jaloux à son tour, veut reconquérir Nagiko. Il se présente chez elle, mais elle refuse de lui ouvrir malgré ses supplications. Désespéré, Jérôme se confie à Hoki, dans l’espoir de trouver un moyen de se faire pardonner. Hoki lui suggère de simuler un suicide et à cette fin, il lui fournit même des somnifères.
Entré chez Nagiko en son absence, Jérôme commence à prendre les cachets, tout en écrivant page après page ; il tient compte du nombre de cachets qu’il prend à la fin de chaque page ; mais au bout d’un moment il n’a plus la force d’écrire et gît nu sur le lit, tenant en main un exemplaire des Notes de chevet de Sei Shōnagon. Nagiko le trouve en rentrant et se précipite vers lui, prête à reprendre leur relation, mais le plan a trop bien marché : Jérôme est mort. Nagiko, désespérée, se rend compte à quel point elle l’a aimé. Elle écrit sur son corps le livre 6 : Livre des Amants.

### Troisième vengeance
Après la cérémonie funéraire, l’éditeur fait secrètement exhumer le corps et prélever la peau de Jérôme portant toujours le texte écrit par Nagiko. Celle-ci, de retour au Japon, apprend les agissements de Yaji-san, qui l’offensent et la perturbent. Elle envoie à l’éditeur une lettre (en conservant son incognito) lui proposant d’échanger le livre écrit sur Jérôme avec l’ensemble des livres restants. Intrigué, il accepte.
Nagiko, enceinte de l’enfant de Jérôme, continue donc à envoyer à l’éditeur des hommes-manuscrits. Le livre 7 (Livre de la Jeunesse) est presque indéchiffrable après que son porteur est resté trop longtemps sous la pluie. Le livre 8 (Livre du Séducteur) arrive peu après, puis un jeune moine est chargé du livre 9 (Livre des Secrets), dont les textes sont inscrits sur les endroits les plus secrets de son corps. Le messager suivant semble ne porter aucune inscription, mais lorsque l’éditeur le chasse, il lui tire la langue, qui a été le réceptacle du livre 10 : Livre du Silence. Viennent ensuite les livres 11 (Livre du Traître) et 12 (Livre des Naissances et Commencements).
Enfin, le livre 13 (Livre des Morts) est expédié sur la peau d’un lutteur de sumo. Dans ce texte, Nagiko révèle son identité et accuse Yaji-san de ses crimes : il a humilié son père et l’a soumis au chantage, il a corrompu son mari, ainsi que Jérôme, il a profané le cadavre de Jérôme. L’éditeur remet le livre de Jérôme entre les mains du messager et lui présente sa gorge à trancher.
Nagiko, après avoir récupéré le livre de Jérôme, l’enterre sous un bonsaï. Dans l’épilogue du film, on la voit calligraphier sur le visage de son enfant, comme son père le faisait, et citer son propre livre de chevet. Elle est maintenant âgée de 28 ans.

## Fiche technique
- Titre : The Pillow Book
- Réalisation : Peter Greenaway
- Scénario : Peter Greenaway, inspiré librement par les Notes de chevet de Sei Shônagon
- Décors : Wilbert Van Vorp et Andrée Putman
- Production : Kees Kasander
  - Canal+ - France;
  - Channel Four, Woodline Films - Grande-Bretagne;
  - Delux Productions - Luxembourg;
- Directeur de la photographie : Sacha Vierny
- Format : couleur, noir et blanc - Son DTS Dolby Digital SDDS
- Genre : drama, romance.
- Durée : 126 minutes
- Dates de sortie : 
  - France : 15 janvier 1997
  - États-Unis : 6 juin 1997
  - Royaume-Uni : 8 novembre 1996
  - Pays-Bas : 20 octobre 1997

## Distribution
- Vivian Wu : Nagiko
- Ewan McGregor : Jérôme
- Yoshi Oida : L'éditeur
- Ken Ogata : le père
- Hideko Yoshida (ja) : la servante
- Judy Ongg (ja) : la mère
- Ken Mitsuishi (ja) : le mari
- Yutaka Honda : Hoki
- Barbara Lott : la mère de Jérôme
- Miwako Kawai : Nagiko jeune
- Kentaro Matsuo : un calligraphe
- Nguyen Duc Nhan : un calligraphe
- Augusto Aristotle : un calligraphe
- Roger To Thanh Hien : un calligraphe
- Chris Bearne : un calligraphe
- Ronald Guttman : un calligraphe
- Yûko Nozawa : une modèle
- Kiyomi Nomura : une modèle
- Midori Hatsuda : une modèle
- Miwa Hayashi : une modèle
- Arnita Swanson : Edele
- Elisabeth Ferrier : Babe, modèle
- Fabienne De Marco : Fabi, modèle

## Distinctions
- Prix du Meilleur Réalisateur au Festival international du film de Seattle 1997

## Analyse
Le titre du film, The Pillow Book, (« Le Livre de chevet ») se réfère à un ouvrage médiéval japonais, les Notes de chevet de Sei Shōnagon.
Greenaway met en place dans le film un questionnement et une étude poussée sur le corps, sur son action médiatrice entre les êtres humains, mais également entre les signes et leur transmission.
Également lieu de la mémoire, le corps permet un voyage dans le temps, un retour dans le passé plus ou moins lointain, mais dans un désordre propre aux paradoxes qu'il renferme dans ses recoins les plus sombres. Cette histoire explore les liens qui unissent depuis des millénaires l'écriture et la sexualité, à travers une lecture fantasmatique de l'Orient par l'Occident.
À travers l'écriture des idéogrammes, véritable art graphique, c'est un combat des diverses pulsions qui animent les personnages qui se jouent à l'écran. Brûlés ou effacés par la pluie, les signes demeurent éphémères rappelant ainsi le besoin constant d'oubli de la mémoire. Le lien intrinsèque entre le corps et la littérature demeure, pour sa part, inscrit à jamais dans la chair des personnages, soit dans les pages du livre humain de Jérôme, soit dans la peau finalement tatouée de Nagiko.